# Mesterházy Gyula
Mesterházy Gyula (Szombathely, 1974. január 13. –) Soós Imre-díjas magyar színész.

## Életpálya
Bük városában nevelkedett. 1997-ben készült el első profi fotósorozata, ennek sikerének köszönhetően hamarosan népszerű modell lett a divatszakmában. Több mint 30 reklámot forgatott Magyarországon és külföldön egyaránt. Miközben a színi pályára készült, olyan neves világcégek szerződtették, mint a Coca-Cola, Schlossgold, Raiffeisen Bank (Magyarország), Renault. Számos nemzetközi divat kampánynak is főszereplője, így például több éven keresztül a Playboy Jeans európai arca volt.
Földessy Margit Színjáték- és Drámastúdió, majd a József Attila Színház Stúdiójának elvégzése után a Győri Nemzeti Színházhoz szerződött. Szerepelt mint Rómeó Shakespeare Rómeó és Júliájában, Rodolpho, Arthur Miller Pillantás a hídról című drámájában, és játszotta Fegykát Jerry Bock Hegedűs a háztetőn musicaljében. 2005-ben megkapta a Soós Imre-díjat. 2006-tól a Budapesti Kamaraszínházban dolgozott, legutóbbi szerepei: Claude Pichon (Neil Simon: Különterem), Garett Thibodeau (Stephen King: Dolores), Márió (Dario Niccodemi: Hajnalban, délben, este), Pap (Akutagava-Müller: A vihar kapujában).
Gyakran szerepel magyar és külföldi filmekben, együtt forgatott többek között Aidan Quinn-nel, Udo Schenkkel, Cynthia Nixonnal, Dominic Cooperrel, Gena Rowlandsszal, Adrien Brodyval, valamint Sahab Hosseini iráni színésszel, egy iráni–francia koprodukcióban készült televíziós sorozat állandó szereplőjeként.
Időről időre találkozhatott vele a néző a Jóban Rosszban című magyar szappanoperában Péter, a mentőorvos szerepében.
Színházi és filmszerepei mellett sokat szinkronizál.
Színművészeti tanulmányai után a Kodolányi János Egyetem kommunikáció- és médiatudomány szakán, televíziós szakirányon szerzett diplomát.

## Színpadi szerepei
| - Heltai Jenő: Édes teher /Kékes Tamás - Roland Topor: Albérlet az asztal alatt /Gritzka - Görgey Gábor: Huzatos ház / Goda János - Akutagava–Müller Péter: A vihar kapujában /Pap - Dario Niccodemi: Hajnalban, délben, este /Márió - Kristóf Attila: A sátán nyelve /Józsi - Neil Simon: Különterem /Claude Pischon - Egressy Zoltán: Kék, kék, kék /Indigó - Boris Vian: Mindenkit megnyúzunk /Amerikai katona - Dallos Szilvia: Utószinkron /Orosz színész - Bengt Ahlfors: Hamu és Pálinka /Fredrik Löfvegren - Verebes István: Remix: /Malcolm - Stephen King: Dolores /Garrett Thibodeau - Pintér G Attila: Original Ungarisch /Smirnoff - Shakespeare: Szentivánéji álom, Dudás-Thisbe - Spiró György: Árpádház:/Folkus, Márk, Magyari úr - Ránki-Hubay-Vas: Egy szerelem három éjszakája /Menyhért - Ibsen: Patkányiszony /Borgheim - Shakespeare: Hamlet /Fortinbras | - Arthur Miller: Pillantás a hídról /Rodolpho - Shakespeare: Lear király /Frankhon királya - G. B. Shaw: Szent Johanna /Kékszakáll - Korcsmáros-Tömöry: Csizmás Kandúr / A legkisebb - Shakespeare: Rómeó és Júlia / Rómeó - Szakonyi Károly: Adáshiba / Imrus - Henryk Ibsen: Nép ellensége /Billing - S. Harnick-Jerry Bock: Hegedűs a háztetőn /Fegyka - Bereményi Géza: Az arany ára /Imi - Csiky Gergely: Mákvirágok /Darvas Károly - Bartha Lajos: Szerelem /Pista - Kellér Dezső-Szilágyi L.: 3:1 a szerelem javára: /Lali - Csehov: Három nővér /Fedotyik - Móricz-Kocsák-Miklós: Légy jó mindhalálig /Rendőr - Csehov: Leánykérés /Lomov - Arthur Schnitzler: Körbe-körbe/Báró |

## Filmek
| - 2024 …a szomszéd tehene, rend.: Kalamár Tamás (magyar tv-sorozat) - 2023 Legyetek szeretettel, rend.: Szilágyi Andor (magyar tv-sorozat) - 2023 Pepe, rend.: Orosz Dénes, Lakos Nóra (magyar tv-sorozat) - 2023–2024 Gólkirályság, rend: Kapitány Iván (magyar tv-sorozat) - 2022–2023 A Király, rend: Kovács Dániel Richárd (magyar tv-sorozat) - 2022 A mi kis falunk, rend: Kapitány Iván (magyar tv-sorozat) - 2022 Oltári történetek, rend: Dömötör Tamás (magyar tv-sorozat) - 2021 Keresztanyu, rend: Hámori Barbara (magyar tv-sorozat) - 2021, 2022 Doktor Balaton, rend: Fazekas Csaba (magyar tv-sorozat) - 2020 Hunters, rend: Wayne Yip (USA tv-sorozat) - 2019, 2020 Mintaapák, rend: Spáh Dávid (magyar tv-sorozat) - 2019 Drága örökösök, rend: Erdélyi Dániel, Hámori Barbara (magyar tv-sorozat) - 2018 Homeland: A belső ellenség, rend: Lesli Linka Glatter (USA tv-sorozat) - 2018 A kém, aki dobott engem, rend: Susanna Fogel (amerikai film) - 2018 A rossz árnyék, rend: Jeles András (magyar film) - 2018 Válótársak, rend: Herczeg Attila,Kovács Richárd Dániel (magyar tv-sorozat) - 2018 Korhatáros szerelem, rend: Radnai Márk (magyar tv-sorozat) 9 - 2017 Maigret in Montmartre, rend: Thaddeus O'Sullivan (angol film) - 2017 Honigfrauen, rend: Ben Verbong (német tv mini-sorozat) - 2017 HHhH-Himmler agyát Heydrichnek hívják, rend: Cédric Jimenez (amerikai film) - 2016 Mars-Utunk a vörös bolygóra, rend: Everardo Gout (USA tv -sorozat) - 2016 Tyrant- A vér kötelez, rend: Alrick Riley (USA tv -sorozat) - 2015 New Chance, rend: Czeily Tibor (magyar film) - 2014 Hacktion: Újratöltve, rend: Madarász Isti,Fonyó Gergely (magyar tv-sorozat) - 2014 Houdini, rend: Uli Edel (USA tv mini-sorozat) - 2014 Fleming, rend: Mat Whitecross (angol TV mini-sorozat) - 2013 Hat hét hat tánc, rend: Arthur Allan Seidelman (USA film) - 2013 The Borgias, rend: Neil Jordan (USA tv-sorozat) - 2013 Munkaügyek, rend: Márton István (magyar tv-sorozat) - 2012 World Without End, rend: Michael Caton-Jones (angol film) - 2012 Marslakók, rend: Rozgonyi Ádám (magyar tv-sorozat) - 2010 La rafle, rend: Rose Bosch (francia játékfilm) - 2010 Diplomatavadász, rend: Forgács Gábor (magyar tv-sorozat) - 2009 Svik, rend:Hakon Gunderson/ SS Man (norvég film) | - 2009 Született lúzer (Madarat hangjáról), rend: Bartos Péter (magyar tv film) - 2007 Madare sefr darajeh, rend: Hassan Fatthi (iráni tv film) - 2007 Eichman, rend: Robert Young (angol film) - 2006 Indián nyár, rend: Erdöss Pál (magyar tv film) - 2006, 2009 Barátok közt; 6 epizód, rend: Ardai Tamás (magyar tv-sorozat) - 2006–2021 Jóban Rosszban; 54 epizód, rend: Szarka János (magyar tv-sorozat) - 2003 Az úton végig kell menni, rend: Ifj. Elek Ottó (magyar tv film) - 2003 Limonádé, rend: Kapitány Iván (magyar tv-sorozat) - 2001 Első generáció, rend: Szabó Szilárd (magyar tv-sorozat) - 2001 Csocsó, avagy éljen május elseje!, rend: Koltai Róbert (magyar film) - 2000 Koldus és Királyfi, rend: Giles Foster/ A herceg szolgája (amerikai film) - 1999 Szomszédok, rend: Horváth Ádám/Fegyveres srác (magyar tv-sorozat) - 1999 Hippolyt, a lakáj, rend:Kabay Barna/ Vendég (magyar film) - 1998 Szomszédok rend: Horváth Ádám/Tarka kabátos srác (magyar tv-sorozat) - 1998 A Knight in Camelot, rend: Roger Young/ Kerámia árus (amerikai film) - 1997 Redline, rend: Tibor Takács (amerikai film) |

## Televíziósműsorvezetés
- 2014 Voices of 2014! Plácido Domingo's Operalia 2014 sztárjai (koncert, DUNA TV)
- 2013 Voices of 2013! Plácido Domingo's Operalia 2013 sztárjai (koncert, DUNA TV)
- 2012 Voices of 2013! Plácido Domingo's Operalia 2012 sztárjai (koncert, m1)
- 2010 PÉCS2010 Európa Kulturális Fővárosa (televíziós riportfilm, m1)
- 2010 KIKÖTŐ – PÉCS2010 Emlékezetes pillanatai (televíziós magazin, DUNA TV)
- 2009 Plácido Domingo's Operalia 2009 (televíziós riportfilm, m1)